# Frontenaud
Frontenaud település Franciaországban, Saône-et-Loire megyében. Lakosainak száma 726 fő (2022. január 1.). Frontenaud Bruailles, Dommartin-lès-Cuiseaux, Le Miroir, Sagy, Sainte-Croix-en-Bresse és Varennes-Saint-Sauveur községekkel határos.

## Népesség
A település népességének változása:
| Lakosok száma | 747  | 743  | 756  | 729  | 729  | 728  | 726  | 722  | 726  |
|               | 2013 | 2015 | 2016 | 2017 | 2018 | 2019 | 2020 | 2021 | 2022 |